# Metisa griseoalba
Metisa griseoalba är en fjärilsart som beskrevs av Jean Bourgogne 1937. Metisa griseoalba ingår i släktet Metisa och familjen säckspinnare. Inga underarter finns listade i Catalogue of Life.